# Jana Wargers
Jana Wargers (née le 18 novembre 1991) est une cavalière allemande de saut d'obstacles. Médaille d'or par équipes en finale de la Coupe des nations de 2023, elle est aussi réserviste de l'équipe allemande de saut d'obstacles sélectionnée aux Jeux olympiques d'été de 2024.

## Biographie
Elle est installée depuis 2021 aux écuries d'Ashford Farm, en Belgique,,.
Elle s'affirme parmi l'équipe allemande de saut d'obstacles durant l'été 2022, en particulier grâce à sa sélection en catégorie senior parmi la Mannschaft pour une participation aux mondiaux de Herning, où elle termine 9e en individuel avec son crack Limbridge. Elle devient ainsi « l'un des nouveaux visages du jumping mondial » au début de l'année 2023.
Le cavalier italien Michael Christofoletti est à la fois son compagnon et son superviseur. Elle déclare en 2022, alors à l'âge de trente ans, vouloir privilégier sa carrière sportive au fait de fonder une famille. Elle est aussi décrite comme « timide et réservée »
Elle est sélectionnée comme réserviste parmi l'équipe allemande de saut d'obstacles pour une participation aux Jeux olympiques d'été de 2024, avec sa jument Dorette, grâce à leur très bonne performance au CHIO d'Aix-la-Chapelle début juillet 2024, qui a débouché sur une sixième place en individuel. Elle a préféré sa jument, plus énergique, au plus régulier Limbridge.

## Palmarès
- 2012 : 7e aux championnats d’Europe d’Ebreishdorf en catégorie jeunes cavaliers[1],[2] ;
- 2023 : 4e par équipes et 26e individuel aux championnats d'Europe de Milan[7] ;
- 2023 : 9e individuel aux championnats du monde de saut d'obstacles à Herning[3] ;
- 2023 : Médaille d'or par équipes et 22e en individuel à la finale de la Coupe des nations de Barcelone[7] ;

## Chevaux
Elle a lancé la carrière internationale du fameux hongre Clooney 51,,.
En 2022, son meilleur cheval est le bai Limbridge, qu'elle décrit comme le « cheval d'une vie » ainsi qu'une monture qu'elle connaît « par cœur », et qui lui permet d'accéder au plus haut niveau des compétitions. Fin 2022, elle commence à monter une jument des écuries Ashford Farms, Dorette.